# 센타우루스자리 델타
센타우루스자리 델타(Delta Centauri, δ Cen)는 천구 남반구의 센타우루스자리 방향에 있는 항성이다. 겉보기등급은 +2.57로 맨눈에 뚜렷하게 보인다. 시차 자료에 따르면 델타별은 지구로부터 약 410 광년 (130 파섹) 떨어져 있다.

## 특징
센타우루스자리 델타는 껍질별로 빠른 자전으로 별의 물질이 내쳐져 나와 항성 주위에 원반을 만들고 있으며 이 원반이 독특한 스펙트럼을 형성하고 있다. 겉보기등급이 +2.51과 +2.65 사이에서 변화하기 때문에 변광성이기도 하며 카시오페이아자리 감마형 변광성으로 분류되어 왔다. 이 별에서 나오는 에너지는 바깥쪽 대기의 2200 켈빈 이상의 유효온도에서 복사되고 있으며 B형 항성의 청백색 빛을 뿜는다. 반지름은 태양의 약 6.5 배이며 질량은 태양의 8.7 배이다.
델타별의 분광형은 B2 IVne로 광도분류 IV는 델타가 중심핵의 수소를 소진하여 주계열에서 이탈한 상태임을 뜻한다. 'n'은 별이 빠르게 회전하여 스펙트럼상에 넓은 흡수선이 나타난다는 뜻이며 'e'는 전형적인 비이형 별이라는 뜻이다. 비이형 별은 초거성으로 아직 진화하지 않았으며 별주위 가스에 둘려 있는 항성들로, 이 가스의 존재는 적외선 초과 방출을 만들어내어 항성 스펙트럼에 방출선들을 만든다. 가스 대부분은 항성의 적도 주변에 집중되어 원반 구조를 만든다.
항성 밝기의 변화 중 일부는 이 별이 쌍성계이기 때문에 발생하는 것일 가능성이 있다. 이 가설상의 동반성은 질량이 태양의 약 4 ~ 7 배, 1 공전주기는 최소 4.6년, 주성과의 근성점은 6.9 천문단위이어야 한다. 델타별은 근처에 있는 항성들인 HD 105382, HD 105383과 고유운동을 공유하고 있기에 이들과 함께 작은 성단을 구성하고 있거나, 둘과 중력으로 묶인 삼중성계일 수도 있다. 델타는 전갈자리-센타우루스자리 OB 성협에서 '아래쪽 센타우루스자리-남십자자리 하위그룹'의 고유운동 구성원으로 상기 성협의 구성원들 중 지구에서 가장 가까운 천체이다.

## 명칭
중화권에서 센타우루스자리 델타는 센타우루스자리 G, 센타우루스자리 로와 함께 마미(馬尾, 말의 꼬리)를 구성한다. 이들 중 델타 하나만을 부르는 명칭은 마미3(馬尾三)이다. '마미'로부터 로마자로 마웨이 Ma Wei 로 표기하기도 한다.
중앙 오스트레일리아 허만스버그 인근의 아란다족, 루리차족은 센타우루스자리 델타, 물리파인, 가크룩스, 이마이 넷이 만드는 사각형 배열을 이리트징가(Iritjinga, 수리매)로 부른다.

## 같이 보기
- 비이형 별
- 카시오페이아자리 감마형 변광성